# Filip Zadina
Filip Zadina (* 27. listopadu 1999 Pardubice) je český hokejový útočník hrající NLA za tým HC Davos.

## Životopis
Zadina je odchovancem pardubického hokeje a ve svých 16 letech nastoupil za HC Dynamo Pardubice v české Extralize. V sezóně 2016/17 již nastoupil ve 25 extraligových utkáních a před nadcházející sezónou odešel hrát kanadskou juniorskou nejvyšší soutěž QMJHL za Halifax Mooseheads. V tomto týmu na sebe během sezóny 2017/18 upozornil svojí produktivitou zámořské skauty natolik, že jej začali zařazovat v žebříčcích do první pětky největších talentů pro draft NHL 2018.

### Reprezentační dráha
V reprezentačních výběrech se Zadina pohyboval již od mladšího dorostu. Jeho první větší akcí byl Světový pohár do 17 let 2016. Následovala nominace do české reprezentace do 18 let pro světový šampionát ve stejné věkové kategorii. Zde si v 5 utkáních připsal 5 kanadských bodů za 4 góly a 1 asistenci. S českou reprezentací ovšem podlehli ve čtvrtfinále týmu USA. V létě roku 2016 byl oporou české reprezentace do 18 let na Memoriálu Ivana Hlinky, kde svými 5 góly ve 4 zápasech pomohl týmu k vítězství v turnaji. Stejně jako v roce 2016, tak i v roce 2017 byl vybrán do reprezentace osmnáctiletých pro MS do 18 let. Zde bodoval v 5 utkáních dokonce šestkrát. S týmem však vypadl ve čtvrtfinále s Finskem.
V sezóně 2017/18, kdy již působil v Kanadě, byl vybrán do juniorského reprezentačního výběru pro nadcházející juniorský světový šampionát v Buffalu, kde na sebe výrazně upozornil svým výkonem (7 gólů a jedna asistence v 7 zápasech), obzvláště ve vítězném čtvrtfinálovém zápase proti Finům. Na juniorském šampionátu nakonec s českým týmem podlehl v utkání o bronz USA, ale byl jmenován do All-Star týmu mistrovství.
O rok později na juniorském šampionátu 2019 ve Vancouveru zaznamenal jediný bod za asistenci. Český tým podlehl ve čtvrtfinále výběru USA 1:3.

### Rodinné vztahy
Otec Marek Zadina byl dlouholetým extraligovým hráčem a svého syna Filipa vedl jako trenér v mládežnických pardubických výběrech.

## Úspěchy
- 2016, 2017 – Jeden ze tří nejlepších hráčů české reprezentace na MS 18'.
- 2018 – Člen All-Star Týmu mistrovství světa juniorů.

## Prvenství

### NHL
- Debut - 24. února 2019 (Detroit Red Wings proti San Jose Sharks)
- První gól - 5. března 2019 (Colorado Avalanche proti Detroit Red Wings, brankáři Semjon Varlamov)
- První asistence - 9. března 2019 (Tampa Bay Lightning proti Detroit Red Wings)

### ČHL
- Debut - 7. listopadu 2020 (HC Oceláři Třinec proti HC Kometa Brno)
- První gól - 7. listopadu 2020 (HC Oceláři Třinec proti HC Kometa Brno, brankáři Karlu Vejmelkovi)
- První asistence - 7. listopadu 2020 (HC Oceláři Třinec proti HC Kometa Brno)

## Klubové statistiky
| Sezóna      | Klub                  | Soutěž      |     | Základní část | Základní část | Základní část | Základní část | Základní část |   | Play off | Play off | Play off | Play off | Play off |
| Sezóna      | Klub                  | Soutěž      | Z   | G             | A             | B             | TM            | Z             | G | A        | B        | TM       |          |          |
| 2017/2018   | Halifax Mooseheads    | QMJHL       | 57  | 44            | 38            | 82            | 36            | 9             | 5 | 7        | 12       | 0        |          |          |
| 2018/2019   | Grand Rapids Griffins | AHL         | 59  | 16            | 19            | 35            | 18            | 5             | 2 | 1        | 3        | 0        |          |          |
| 2018/2019   | Detroit Red Wings     | NHL         | 9   | 1             | 2             | 3             | 0             | —             | — | —        | —        | —        |          |          |
| 2019/2020   | Grand Rapids Griffins | AHL         | 21  | 9             | 7             | 16            | 8             | —             | — | —        | —        | —        |          |          |
| 2019/2020   | Detroit Red Wings     | NHL         | 28  | 8             | 7             | 15            | 2             | —             | — | —        | —        | —        |          |          |
| 2020/2021   | HC Oceláři Třinec     | ČHL         | 17  | 8             | 6             | 14            | 18            | —             | — | —        | —        | —        |          |          |
| 2020/2021   | Detroit Red Wings     | NHL         | 49  | 6             | 13            | 19            | 0             | —             | — | —        | —        | —        |          |          |
| 2021/2022   | Detroit Red Wings     | NHL         | 70  | 10            | 14            | 24            | 10            | —             | — | —        | —        | —        |          |          |
| 2022/2023   | Detroit Red Wings     | NHL         | 30  | 3             | 4             | 7             | 10            | —             | — | —        | —        | —        |          |          |
| 2022/2023   | Grand Rapids Griffins | AHL         | 2   | 1             | 0             | 1             | 1             | —             | — | —        | —        | —        |          |          |
| 2023/2024   | San Jose Sharks       | NHL         | 72  | 13            | 10            | 23            | 18            | —             | — | —        | —        | —        |          |          |
| ČHL celkově | ČHL celkově           | ČHL celkově | 44  | 9             | 7             | 16            | 22            | —             | — | —        | —        | —        |          |          |
| NHL celkově | NHL celkově           | NHL celkově | 262 | 41            | 50            | 91            | 40            | —             | — | —        | —        | —        |          |          |

## Reprezentace
| Rok                       | Tým                       | Soutěž                    | Z  | G  | A  | B  | TM |
| ------------------------- | ------------------------- | ------------------------- | -- | -- | -- | -- | -- |
| 2016                      | Česko 18                  | MS-18                     | 5  | 4  | 1  | 5  | 2  |
| 2016                      | Česko 18                  | MIH                       | 4  | 5  | 2  | 7  | 0  |
| 2017                      | Česko 18                  | MS-18                     | 5  | 3  | 3  | 6  | 0  |
| 2018                      | Česko 20                  | MSJ                       | 7  | 7  | 1  | 8  | 2  |
| 2019                      | Česko 20                  | MSJ                       | 5  | 0  | 1  | 1  | 2  |
| 2021                      | Česko                     | MS                        | 8  | 2  | 2  | 4  | 0  |
| 2025                      | Česko                     | MS                        | 5  | 1  | 3  | 4  | 0  |
| Juniorská kariéra celkově | Juniorská kariéra celkově | Juniorská kariéra celkově | 31 | 20 | 11 | 31 | 6  |
| Seniorská kariéra celkově | Seniorská kariéra celkově | Seniorská kariéra celkově | 13 | 3  | 5  | 8  | 0  |